# Järnhandelns hus, Hedemora
Järnhandelns hus, även Gamla järnhandeln, är en byggnad i kvarteret Orren i Hedemora, Dalarnas län. Byggnaden uppfördes 1905–1906 för järnhandlare V A Grundin, efter ritningar av Carl Johan Carlsson (Perne). Huset är i tre våningar samt källare. På markplan fanns lokaler för tre butiker samt ytterligare fem rum. På de två övre våningarna fanns tretton respektive åtta rum, och runt om i huset fanns dessutom mindre utrymmen såsom badrum och förstugor. Många ändringar har gjorts av byggnaden, framförallt på 1930-talet. 1921 tillkom ett kassavalv i Lantmannabankens lokaler, ritat av Perne. WC och värmeledningssystem installerades 1930–1932.
1920 flyttade AB Dalabönder in i huset, vars rörelse övertogs av Hedemora järn på 1960-talet. 1975 utökade järnhandeln sin butik genom att köpa den lokal som tidigare varit herrekipering, och 2001 flyttade järnhandeln till nybyggda lokaler. Röda korset bedrev affär och café fram till 2014. I januari 2015 flyttade Södra Dalarnas Sparbank in i huset, efter att tidigare legat på Åsgatan.
Stommen är av timmer, på en grund av sten. Fasaderna är reveterade med spritputs i en grön nyans med vita omfattningar. Taket är brutet och avvalmat med ett flertal takkupor och täckt av svart plastbelagd plåt. Tidigare var fasaden klädd av grå spritputs och taket täckt av rött tvåkupigt tegel.
Järnhandelns lager och magasin utökades 1946–1947 efter ritningar av Julius Järnåker. 1963 gjordes flera förändringar av huset, bland annat av butikerna längs Ämbetsgatan. Ämbetsgatelängan uppfördes redan i slutet av 1800-talet och sammanfogades med järnhandeln när denna byggdes. Denna byggnad har en stomme av timmer och är även den spritputsad i grönt. På baksidan bildas en innergård, med öppning mot Nygatan. Där finns ytterligare ett magasin som ersatte en timrad uthuslänga, vilken revs i samband med de rivningar som skedde 1963, 1964 och 1979.